# Big Hidatsa (32ME12)
Big Hidatsa (32ME12) var den største by af jordhytter beboet af hidatsa-indianere i North Dakota fra engang før 1700 og frem til 1845.:191  Byen lå halvanden kilometer vest for Missouri River ved et mindre vandløb, Knife River, og den var befolket af familierne i hidatsa proper-divisionen. Sammen med andre hidatsa- og mandan-byer i regionen dannede Big Hidatsa et centrum for byttehandlen på den nordlige prærie. :15 
Kendte folk som bl.a. George Catlin, Miximilian zu Wied og Karl Bodmer besøgte Big Hidatsa.:52 
I 1974:2  blev pladsen med den gamle by samt et større areal langs Knife River og Missouri River optaget på listen over bevaringsværdige historiske områder i USA.:324  Knife River Indian Villages National Historic Site har et museum med bl.a. en udendørs rekonstruktion af en jordhytte i ægte størrelse.

## Byen og nærområdet
Big Hidatsa blev grundlagt før 1700, muligvis tidligt efter 1600.:191  Pelsopkøberen David Thompson talte 82 jordhytter i byen i 1797.:113  En nyere optælling af de cirkelrunde fordybninger i jorden efter byens sammenfaldne boliger sluttede ved 112 hytter. :133  I modsætning til mandan-byerne, men i lighed med andre hidatsa-byer, var Big Hidatsa uden en centralt beliggende ceremoni-hytte.:145 
Indbyggertallet svingede meget.:294  I den koldeste tid søgte indbyggerne ned i vinterbyer i floddalene,:108  og om sommeren drog flere ud på prærien, hvor de fulgte bisonhjordene langt omkring og levede i tipier. Med mellemrum stod forskellige dele af Big Hidatsa tilsyneladende også ubrugt hen selv i beboede perioder,:144  og folk fra hidatsa propers-divisionen gik i det hele taget for at være mere rodløse end regionens andre byindianere.:20  Bybefolkningen lader dog til ret konstant at have oversteget 1000 i den tidlige historiske periode.:133  Store køkkenmøddinger vidner om byens lange historie med en anselig befolkning.:35 
I nærheden af byen dyrkede kvinderne majs, bønner og squash i store familiepassede haver.:9  De plantede også solsikker for at støde blomsternes ristede frø til mel brugt i madlavningen.:19 
Big Hidatsa var fra starten af ikke omgivet af en forsvarsgrøft og palisade,:191  men med tiden blev det nødvendigt at beskytte den og dens majslagre.:20  Hver familie havde traditionelt flere forrådsgruber skjult i og omkring jordhytten.:95 
På bakkedrag lidt nord og nordvest for Big Hidatsa begravede indbyggerne flere af byens døde. :93  Det var også en mulighed for dem at anbringe det skindomviklede lig på et rejst grenstillads på en af højene.:147 
I historisk tid lå der to andre hidatsa-byer, Sakakawea og Amahami, lidt syd for Big Hidatsa, og mindre end 10 kilometer syd for den lå mandan-byerne Deapolis og Black Cat. Tilsammen udgjorde de dét, by-indianerne kaldte ”De fem byer”.:12  Flere trampede stier (nogle steder op til en meter dybe og 10 meter brede):2  forbandt byerne,:28  ligesom der fra Big Hidatsa gik en sti ned til Missouri River og andre ud til begravelsespladserne.:8 
Fulgte byens indbyggere Knife River opstrøms og ind i landet, kunne de bryde karamelbrun Knife River flint. En udbredt antagelse er, at hidatsaerne kontrollerede stenbruddene og dermed også videresalget af flinten, indtil udbuddet af f.eks. pilespidser af metal overflødiggjorde brugen af denne ellers eftertragtede sten.:121 

## Big Hidatsa som handelsby
Allerede i forhistorisk tid var Big Hidatsa en travl handelsby, når den blev besøgt af andre folkeslag, der kom langvejs fra. Cree- og assiniboine-indianere aflagde byen handelsvisitter, ganske som kiowaer, kiowa-apaches, comancher, crower, arapahoer og også cheyenner fandt vej til den. Nomade-stammerne kom gerne med skind og øvrige produkter af bisonjagten og drog hjem med majs og andre af hidatsaernes afgrøder.:29 
Fra omkring 1750 skiftede også heste ejermand i forbindelse med byttehandlerne i Big Hidatsa, og det samme gjorde nogle få ildvåben og redskaber af metal.:34 
Efter 1793 kom der tilmed flere gange årligt hvide handelsfolk fra Canada til Big Hidatsa og dens nabobyer. Hidatsaerne forsynede pelsopkøberne med skind af bl.a. bison, ulv og ræv,:57  men til tider også med majs eller ridedyr.:68 og 66  I bytte sikrede de sig geværer og pistoler, krigsøkser, klædestoffer, farve til kropsbemaling og andre europæisk fremstillede varer.:Table 2 
Efter at USA erhvervede Louisiana fortsatte hidatsaerne handelen med de mere og mere aktive amerikanske pelsopkøbere.:40  I 1830erne var det ofte folk udsendt fra Fort Clark tæt ved mandan-byerne, der drog op til Big Hidatsa med varer og nogle dage senere vendte tilbage med de opkøbte skind.:173 

## Glimt af byens historie
Som den eneste by i regionen blev Big Hidatsa ikke opgivet til fordel for en ny by i årerne efter en koppe-epidemi i 1781.:293  Skønt nogle hidatsa propers fulgte awatixa-divisionen nordpå til Rock Village, og høvding Nightwalker og hans tilhængere brød ud af bygruppen og byggede Nightwalker’s Butte,:326  så forblev hovedparten af indbyggerne i Big Hidatsa.
Omkring 1790 besejrede krigerne i Big Hidatsa en stor styrke siouxer, efter at disse havde belejret byen i nogle dage og prøvet at afskære den fra adgang til vand.:29 
I starten af 1800-tallet blev små historier om høvding Le Borgne (One Eye) i Big Hidatsa nedskrevet i flere pelsopkøberes journaler på grund af hans arrogante behandling af byens befolkning.:311  Flere hvide nød dog godt af hans stærke støtte til deres forehavender.:244 
Big Hidatsa fik besøg på samme tid i juni 1805 af pelsopkøbere fra Canada og en 300 tipier stor crow-lejr fra Montana.:245  Sammen med 20 tipier shoshoner:170  havde crowerne gjort den mere end 500 kilometer lange tur til deres oprindelige stamme-fæller ved Missouri River med handel for øje.:161  En pelsopkøber så forbløffet, hvordan hidatsaerne fandt 200 geværer samt krudt og kugler, majs svarende til 100 skæpper plus klædestoffer, gryder og metalredskaber frem fra deres jordhytter. I bytte fik de 250 af crowernes heste, store bunker bisonskind samt meget færdigsyet skindtøj.:246 
Flere af byens beboere kom i kontakt med det officielle USA i vinteren 1804-1805, når de besøgte Fort Mandan tæt ved mandan-byerne, hvor Lewis og Clark-ekspeditionen holdt til.:32  Da var byens gamle indbyggere i Rock Village vendt tilbage til den, og Rock Village var helt forladt.:294 
Big Hidatsa fik sin første lokale handelsstation i 1822, da Missouri Fur Company byggede Fort Vanderburgh:56  tre kilometer nord for byen.:57  Fortet lukkede allerede året efter.:56  Den næste og samtidig sidste handelsstation tæt på hidatsaernes storby ved Knife River var Sublette and Campbell’s Trading House opført i 1833.:65  Det rivaliserende American Fur Company overtog handelsstationen næste år og lukkede den.:64 
Sakakawea og Amahami faldt under angreb i 1834, hvorpå de flygtende søgte tilflugt i Big Hidatsa. Byen husede næsten hele hidatsa-stammen de næste 10 år.:133 
I januar 1836 stjal en lejr udhungrede yanktonai-siouxer tilsyneladende majs fra nogle af Big Hidatsas ubevogtede forrådsgruber, mens indbyggerne boede i en vinterby. Hidatsaerne svarede igen ved at lave en massakre på en anden yanktonai-lejr få dage senere.:52 
Big Hidatsa mistede forholdsvis få folk, da en koppe-epidemi ramte området i sommeren 1837. Mange hidatsa-propers havde fulgt deres gamle tilskyndelse til at forlade den tætbebyggede by og i stedet følge bisonerne på den åbne prærie.:20  Sygdommen efterlod derimod meget få mandaner i live, og af dem fandt flere husly i Big Hidatsa.:298 
I 1844 opgav hidatsaerne at bo længere ved Knife River efter at have holdt til ved vandløbet i mindst to århundreder. Knaphed på træ i nærområdet:137  samt et stadigt stigende pres fra fjendtlige siouxer nævnes som grundene til, at indbyggerne grundlagde en ny by, Like A Fishhook Village, omkring 40 km oppe ad Missouri River i 1845.:299 